# Comuna de Szubin
Szubin (polaco: Gmina Szubin) é uma gminy (comuna) na Polónia, na voivodia de Cujávia-Pomerânia e no condado de Nakielski. A sede do condado é a cidade de Szubin.
De acordo com os censos de 2004, a comuna tem 22 442 habitantes, com uma densidade 67,6 hab/km².

## Área
Estende-se por uma área de 332,09 km², incluindo:
- área agricola: 57%
- área florestal: 33%

## Demografia
Dados de 30 de Junho 2004:
|                      | Total   | Total | Mulheres | Mulheres | Homens  | Homens |
| -------------------- | ------- | ----- | -------- | -------- | ------- | ------ |
|                      | pessoas | %     | pessoas  | %        | pessoas | %      |
| População            | 22 442  | 100   | 11 382   | 50,7     | 11 060  | 49,3   |
| Densidade (pop./km²) | 67,6    | 100   | 34,3     | 34,3     | 33,3    | 33,3   |

De acordo com dados de 2005, o rendimento médio per capita ascendia a 1570,09 zł.

## Subdivisões
- Chomętowo, Chraplewo, Ciężkowo, Dąbrówka Słupska, Gąbin, Godzimierz, Grzeczna Panna, Kołaczkowo, Kornelin, Kowalewo, Królikowo, Łachowo, Małe Rudy, Mąkoszyn, Pińsko, Retkowo, Rynarzewo, Samoklęski Duże, Samoklęski Małe, Słonawy, Słupy, Smolniki, Stary Jarużyn, Szkocja, Szubin-Wieś, Tur, Wąsosz, Wolwark, Zalesie, Zamość, Żędowo, Żurczyn.

## Comunas vizinhas
- Białe Błota, Kcynia, Łabiszyn, Nakło nad Notecią, Żnin